# کرم چیبوست
کرم چیبوست (انگلیسی: Chiboust cream) یک نوع کاستارد است که با سفیده تخم‌مرغ زده شده سبک می‌شود. به ندرت بجای سفیده از خامه زده‌شده نیز در تهیه آن استفاده می‌شود. به‌طور سنتی کرم چیبوست در شیرینی ناپلئونی بکار برده می‌شود.